# Andrei Andrejewitsch Fait
Andrei Andrejewitsch Fait (russisch Андрей Андреевич Файт, geb. Feit, russisch Фейт; * 29. August 1903 in Nischni Nowgorod, Russisches Kaiserreich; † 16. Januar 1976 in Moskau) war ein sowjetischer Theater- und Film-Schauspieler.

## Frühe Jahre
Andrei Feit wurde als zweiter Sohn von Andrei Juljewitsch (1864–1926) und Anna Nikolajewna Feit (1867–1929) geboren. Seine deutschen Vorfahren väterlicherseits hatten 1812 ein Handelsunternehmen in Russland gegründet, nachdem sie vermutlich im Zuge der Napoleonischen Kriege aus ihrer Heimat geflohen waren.
Andrei Feit sen. war ein politisch aktiver Kaufmann und Arzt, der bereits während seines ersten Studienjahres in St. Petersburg infolge von Studentenunruhen in Konflikt mit den Behörden geriet. Er war Mitbegründer der Narodniki und Mitglied des Zentralkomitees der Sozialrevolutionäre, wurde wiederholt verhaftet und 1896 für acht Jahre nach Ostsibirien verbannt. Auch zum Zeitpunkt von Andreis Geburt war die Familie vom Vater getrennt. 1905 wurde Andrei Feit sen. ins Exekutivkomitee des ersten Rates der Arbeiterdeputierten gewählt und aufgrund dessen ins Gouvernement Tobolsk verbannt. Dank der Hilfe seiner Patienten gelang ihm noch im selben Jahr die Flucht nach Frankreich. Seine Frau hielt in ihrer Wohnung Versammlungen und Diskussionen zur Zusammenarbeit zwischen Narodniki und der SDAPR ab und sammelte Geld für das Rote Kreuz. Sie stand auch unter Beobachtung der Behörden und verließ deshalb mit ihren Söhnen ebenfalls die Heimat. Die Familie lebte daraufhin in einer russischen Kolonie nahe Paris, der junge Andrei besuchte ein örtliches Gymnasium. Während des Ersten Weltkrieges organisierte der Vater freiwillig Pflegekurse an der Front bei Verdun und wurde mit dem Croix de guerre geehrt. Anna Feit und ihre Kinder kehrten Ende Dezember 1914 nach Moskau zurück, der Vater folgte nach der Februarrevolution. Sie arbeitete bis zu ihrem Tod als Schulkrankenschwester, Andrei Feit sen. engagierte sich nach der Oktoberrevolution im Komitee politischer Exilanten und Gefangener, war Sanatoriumleiter und verfasste ein Buch über Psychologie. Außerdem organisierte er Fortbildungskurse für Krankenschwestern und arbeitete in einer Poliklinik für politische Gefangene. Sein Begräbnis auf dem Nowodewitschi-Friedhof in Moskau fand unter großer öffentlicher Anteilnahme statt.
Andreis älterer Bruder Nikolai wurde Ingenieur und war zudem nationaler Meister der RSFSR im Stabhochsprung.
Andrei Andrejewitsch begann nach dem Gymnasium zunächst eine Ausbildung zum Luftfahrtingenieur, brach diese aber nach zwei Jahren aufgrund seiner zunehmenden Abneigung gegen die exakten Wissenschaften ab und wählte die künstlerische Laufbahn. Bereits als Fünfzehnjähriger hatte er sich der Künstlergruppe Камерный Кружок Свободного Искусства (Kamerny Kruschok Swobodnogo Iskusstwa) angeschlossen und schrieb als einziges Mitglied Musikstücke. Des Weiteren verfasste er Gedichte und veröffentlichte auch eine Auswahl seiner Werke unter dem Titel Каскады страсти (Kaskady strasti), von der er 30 Stück in der Schule verkaufte. Mit anderen Mitgliedern der Gruppe inszenierte er auch das Theaterstück Ковчег Великолепных Дегенератов (Kowtscheg Welikolepnych Degeneratow) mit ihm in der Rolle des Alexander von Makedonien. Ausgehend von dieser Erfahrung entschied sich Feit für den Schauspielberuf und erhielt anfangs Unterstützung durch seinen Cousin Oleg Frelich, einem bekannten Stummfilmdarsteller. Ab dieser Zeit nannte er sich „Fait“, „Feit“ blieb jedoch die behördliche Schreibweise seines Familiennamens.

## Schauspiellaufbahn

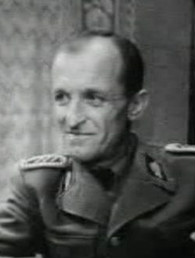
Andrei Fait in Die junge Garde (1948)

Bis 1927 besuchte Fait das Staatliche Filminstitut, wo Lew Wladimirowitsch Kuleschow sein Lehrer war und das er mit der Diplomseriennummer 37 abschloss. Aufgrund der damaligen Regelungen war der Beginn der Ausbildung während des laufenden Schuljahres möglich. Er arbeitete eng mit dem angehenden Regisseur Juri Leontjew und den Schauspielerkollegen Galina Sergejewna Krawtschenko, seiner späteren Ehefrau, und Jewgeni Weniaminowitsch Tscherwjakow zusammen. Die drei Darsteller traten in der Folgezeit häufig gemeinsam auf.
Faits Filmlaufbahn begann 1924 mit Особняк Голубиных (Osobnjak Golubinych), einem vom Meschrabpomstudio produzierten Werk. Regisseur Wladimir Rostislawowitsch Gardin hegte zwar Vorbehalte gegen das Staatliche Filminstitut und damit ebenso gegen Fait, ließ sich aber von seiner Leistung überzeugen und engagierte ihn auch für sein 1925 gedrehtes Werk Золотой запас (Solotoi sapas). Im selben Jahr war er in Sergei Eisensteins Panzerkreuzer Potemkin als Schriftsetzer zu sehen. Fait spielte bis zu seinem Lebensende in über 80 Filmen, aufgrund seines aristokratischen Äußeren zumeist „Bösewichte“. Er bediente verschiedene Genre wie den Science-Fiction-Film (Луч смерти, Lutsch Smerti, 1924), das Drama (Zwei-Buldi-zwei, 1929), den Eastern (Джульбарс, Dschulbars, 1937), den Abenteuerfilm (Случай в вулкане, Slutschai w wulkane, 1940), den Kriegsfilm (Боевой киносборник "Лесные братья", Bojewoi kinosbornik „Lesnye bratja“, 1942), die Filmbiografie (Das Duell, 1943, über Michail Lermontow), die Literaturverfilmung (Die junge Garde, 1948) und die Komödie (Der Brillantenarm, 1969). Fait trat außerdem in zahlreichen Märchenfilmen auf, u. a. in Alexander Rous Regiedebüt Der Zauberfisch (1938) und als böser Zauberer in Aladins Wunderlampe (1967), eine Rolle, die er bereits 1938 in einer letztlich nicht realisierten Adaption hätte spielen sollen. Im Gegensatz zu vielen anderen Darstellern gelang ihm der Übergang vom Stumm- zum Tonfilm problemlos, seine letzte Rolle in einem Stummfilm gab Fait 1934 in Michail Romms Fettklößchen. Infolge des Deutsch-Sowjetischen Krieges wurde er als Angehöriger des Sojusdetfilmstudio nach Stalinabad evakuiert, konnte hier aber weiterhin drehen.
Über sein Wirken vor der Kamera hinaus war er viermal als Synchronsprecher tätig, u. a. für die rumänische Produktion Faust XX (1966). Seit dem Ende seiner Ausbildung trat er zudem am Studiotheater der Filmschauspieler auf.
Ende 1973 verfasste Fait eine Autobiografie unter dem Titel О том, что было (O tom, tscho bylo, dt. "Über das, was war"), die aber nie gänzlich veröffentlicht wurde.
Fait trug seit 1950 den Titel Verdienter Künstler der RSFSR. Im Jahr 2009 wurde er mit einem Beitrag in der Dokumentarfilmreihe Человек в кадре (Tschelowek w kadre) gewürdigt.

## Privatleben
Faits Ehe mit Galina Krawtschenko (1905–1996) wurde 1928 geschlossen, beide trennten sich aber bereits 1930 wieder. Krawtschenko ging daraufhin eine Beziehung mit dem Militärpiloten Alexander Kamenew, Lew Kamenews ältestem Sohn, ein. Fait heiratete danach Marija Nikolajewna Briling. Ihr gemeinsamer Sohn Juli wurde Filmregisseur.
Andrei Fait stand in dem Ruf, mit vielen sowjetischen Schauspielerinnen Verhältnisse gehabt zu haben.
Er starb 72-jährig in Moskau und wurde auf dem Nowodewitschi-Friedhof beigesetzt.

## Filmografie (Auswahl)
- 1924: Луч смерти (Lutsch Smerti)
- 1925: Panzerkreuzer Potemkin (Bronenossez Potjomkin)
- 1926: Die Todesbarke (Buchta smerti)
- 1929: Zwei-Buldi-zwei (Dwa-Buldi-dwa)
- 1933: Randbezirk (Okraina)
- 1934: Fettklößchen (Pyschka)
- 1934: Aufstand der Fischer (Wosstanije rybakow)
- 1936: Die Dreizehn (Trinadzat)
- 1938: Der Zauberfisch (Po schtschutschemu welenju)
- 1943: Das Duell (Lermontow)
- 1944: Malachow-Hügel (Malachow kurgan)
- 1948: Die junge Garde (Molodaja gwardija)
- 1949: Begegnung an der Elbe (Wstretscha na Elbe)
- 1952: Lied der Heimat (Kompositor Glinka)
- 1953: Segel im Sturm (Admiral Uschakow)
- 1953: Das Frühstück beim Anführer (Sawtrak u predwoditelja)
- 1955: Die Entscheidung von Buchara (Kruschenije Emirata)
- 1955: Der Tod am Silbersee (Prisraki pokidajut werschiny)
- 1958: Der Idiot (Idiot)
- 1958: Damals in Triest (Na dalnich beregach)
- 1958: An fernen Ufern
- 1959: Aufstand in den Bergen (Lawina s gor)
- 1959: Das Geheimnis der Festung (Taina odnoi kreposti)
- 1960:  Nördliche Novelle (Sewernaja powest)
- 1961: Der erste Tag des Friedens (Perwy den mira)
- 1963: Der Schuß im Nebel (Wystrel w tumane)
- 1963: Im Königreich der Zauberspiegel (Korolestwo kriwych serkal)
- 1965: Madeleine in Odessa (Inostranka)
- 1967: Der Kundschafter (Silnye duchom)
- 1967: Aladins Wunderlampe (Wolschebnaja lampa Aladdina)
- 1968: Feuer, Wasser und Posaunen (Ogon, woda i… mednyje truby)
- 1969: Der Brillantenarm (Brilliantowaja ruka)
- 1969: Kolonie Lanfieri (Kolonija Lanfier)
- 1969: Egmont (Fernsehfilm)
- 1970: Das alte Haus (Stary dom)
- 1972: Jim Hawkins wundersame Abenteuer – Die Schatzinsel (Ostrow sokrowischtsch)
- 1974: Die Töpferscheibe (Gontscharny krug) (Fernsehfilm)
- 1976: Wie Zar Peter seinen Mohren verheiratete (Skas pro to, kak zar Pjotr arala schenil)
- 1976: Die traurige Nixe (Russalotschka)